# Aedeagus

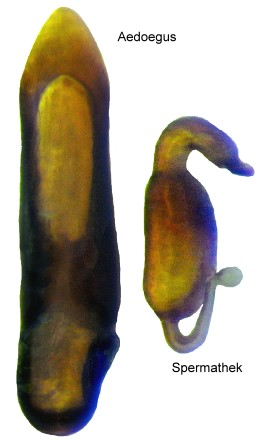
Aedeagus (penis) met spermatheca van de bingelkruidaardvlo

De aedeagus is bij insecten dat deel van de mannelijke geslachtsorganen dat bij het vrouwtje wordt ingebracht, de penis. De delen daarnaast heten de parameren. Bij veel insecten (bijvoorbeeld kevers) is de vorm van de aedeagus een belangrijk determinatiekenmerk.